# Robert Slatzer
Robert Slatzer (Marion, 4 aprile 1927 – Los Angeles, 28 marzo 2005) è stato uno scrittore, critico letterario e regista statunitense.

## Biografia
Nato nello stato dell'Ohio, fu scrittore e critico letterario. 
Deve la sua notorietà alla sua presunta relazione con la famosa attrice Marilyn Monroe che, stando ai suoi racconti, avrebbe sposato a Tijuana  il 4 ottobre 1952. 
Un matrimonio che poi, a seguito delle insistenti richieste da parte di amici e produttori, i due avrebbero deciso di annullare, pagando 50 dollari, dopo tre giorni. 
Divergenti le opinioni suo riguardo, tra chi lo considera un semplice ciarlatano e chi uno degli amici più fidati della diva, tuttavia sembra che a differenza dell'ex marito Joe di Maggio, che dopo circa venti anni smise di deporre rose sulla tomba dell'attrice, lui non abbia mai smesso di porre delle rose bianche sulla tomba dell'amica

## Opere
- The Life and Curious Death of Marilyn Monroe, 1974

## Filmografia
- The Hellcats (1967)
- Bigfoot (1970)
- No Substitute for Victory (1970)